# Brad Raffensperger
Bradford Jay "Brad" Raffensperger, född 18 maj 1955, är en amerikansk ingenjör, affärsman och republikansk politiker.
Raffensperger avlade ingenjörsexamen på University of Western Ontario i London i Ontario i Kanada och magisterexamen i företagsekonomi på Georgia State University i Atlanta i Georgia i USA. Han har varit vd på Tendon Systems, LLC, ett ingenjörs- och entreprenadföretag i Columbus i Ohio.
Han var ledamot av stadsfullmäktige i Johns Creek i Georgia 2012–2014. Han valdes 2015 till ledamot av andra kammaren i Georgias delstatsparlament. och 2018 till delstaten Georgias statssekreterare (Secretary of State of Georgia), ett ämbete som bland annat innebär ansvar för genomförandet av delstatens allmänna val.

## Val 2020
De allmänna valen i november 2020 genomfördes smidigt i Georgia, trots tidigare problem med val under våren 2020 på grund av  pågående pandemi, med många poströster och förtidsröster avlagda upp till tre veckor före valdagen. Joe Biden vann elektorsrösterna från Georgia med endast en liten marginal.
Efter valet offentliggjorde de båda republikanska senatorerna från Georgia David Perdue och Kelly Loeffler, efter påtryckningar av Donald Trump, ett gemensamt uttalande med anklagelser mot Raffensperger om icke närmare förklarade "misslyckanden" och utan att framlägga evidens, krävde hans avgång. Både Perdue och Loeffler hade i de båda samtidiga senatorsvalen misslyckats att uppnå erforderliga 50% för att bli valda, vilket enligt Georgias vallagar föranledde ett omval den 5 januari 2021. Raffensperger avvisade kraven på hans avgång.
Under press från andra republikaner i delstaten beordrade Raffensperger en manuell omräkning av samtliga fem miljoner röster i presidentvalet i delstaten. Raffensperger offentliggjorde också att senatorn från South Carolina Lindsey Graham hade utövat press i ett telefonsamtal på honom att ogiltigförklara poströster på Biden, vilket Graham förnekat, men som en medlyssnande valmyndighetstjänsteman, Gabriel Sterling, bekräftat. Den manuella omräkningen bekräftade Bidens seger med 2,47 miljoner röster mot 2,46 för Trump, med en marginal på 12 670 röster (0,25 procent). Den 20 november 2020 certifierades de slutliga röstetalen, varefter guvernören i Georgia, Brian Kemp, undertecknade det formell "certificate of ascertainment" beträffande elektoktorsröster. Trump fortsatte dock att föra fram falska uppgifter om elektorsutseendet även efter certifieringen och Trump-anhängare trakasserade och hotade Raffensperger, hans hustru och valfunktionären Sterling, som var den som ansvarade för genomförande av delstatens valmaskineri. Sterling anmanade offentligt Trump att fördöma trakasserierna och upphöra med att anstifta våldshandlingar av sina anhängare."

## Trumps påtryckningsförsök efter 2020 års presidentval
Den sittande presidenten, och förlorande kandidaten, Donald Trump försökte i ett timme långt telefonsamtal den 2 januari 2021 att övertyga Raffensperger att i efterhand ändra valresultatet, så att republikanerna skulle vinna delstatens elektorsröster. Detta telefonsamtal spelades in av Raffenbergers medarbetare. Det offentliggjordes därefter dagen därpå av Washington Post.
Denna händelse åberopades av Representanthuset i den resolution som antogs den 13 januari 2021 med åtalsunderlag för riksrätt mot Donald Trump, efter stormningen av Kapitolium den 6 januari 2021.

## Privatliv
Brad Raffensperger är gift med Tricia Raffensperger. Paret har tre barn.